# Désengagement israélien de la bande de Gaza

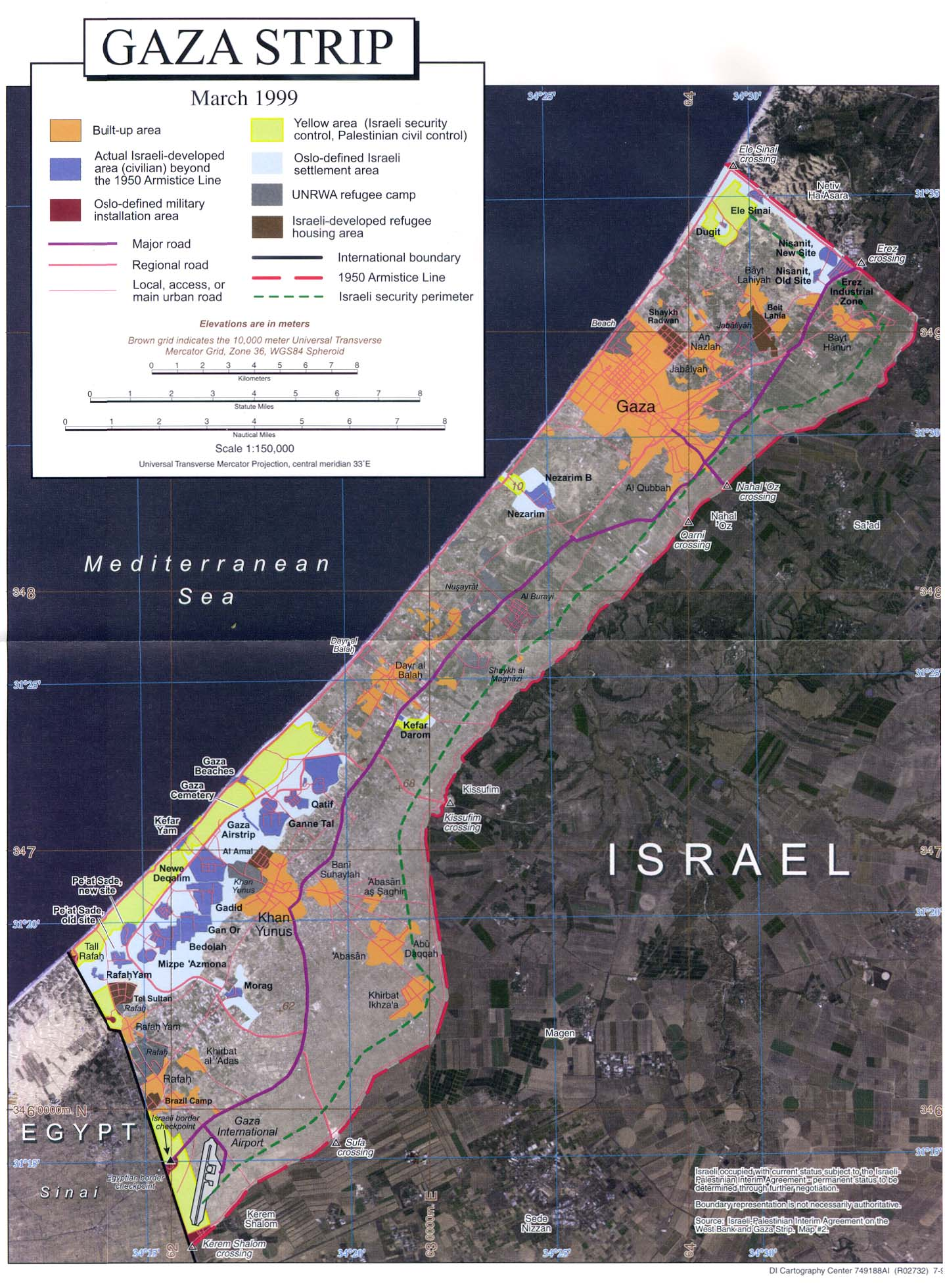
Plan de la bande de Gaza en 1999. En bleu : colonies israéliennes. En orange : les villes palestiniennes. En marron : les camps de réfugiés palestiniens.

Le désengagement israélien de la bande de Gaza désigne l'opération initiée par le Premier ministre israélien Ariel Sharon en 2005 pour mettre fin partiellement à l'occupation militaire du territoire palestinien de la bande de Gaza, supprimer les 21 colonies israéliennes qui s'y trouvent, ainsi que 4 colonies situées en Cisjordanie. Le plan, qui s'accompagne de l'indemnisation et du relogement des 8 000 colons déplacés, est adopté le 6 juin 2004 et s'achève le 12 septembre 2005. Le retrait des colons s'accompagne de violences contre les Palestiniens, notamment les massacres à Siloh et à Shefa Amr qui font huit morts.
Pour les observateurs étrangers, il apparaît que l'État d'Israël ne confère pas l'autorité aux Palestiniens, qui ne contrôlent ni leurs frontières, ni leurs eaux territoriales, ni leur espace aérien. Ce plan n'est donc pas considéré comme un désengagement total,.
Ce retrait unilatéral, effectué sans concertation avec l'Autorité palestinienne, profite au Hamas qui prendra le pouvoir dans la bande de Gaza.
En mai 2025, le gouvernement de Benyamin Netanyahou abroge formellement la loi de 2005, et annonce la réouverture de deux des colonies, Homesh et Sa-Nur, situées en Cisjordanie occupée.

## Contexte
Le territoire palestinien de la bande de Gaza est sous occupation israélienne depuis 1967. De plus, 21 colonies de peuplement y ont été construites. Sous la pression de la Seconde intifada, et l'administration directe du territoire occupé s'avérant toujours plus difficile, le Premier ministre Ariel Sharon propose en 2003 un plan de désengagement unilatéral de la bande de Gaza (en hébreu : תוכנית ההתנתקות (nom officiel) ou תוכנית ההנתקות), sans concertation avec l'Autorité palestinienne.

## Contenu du plan

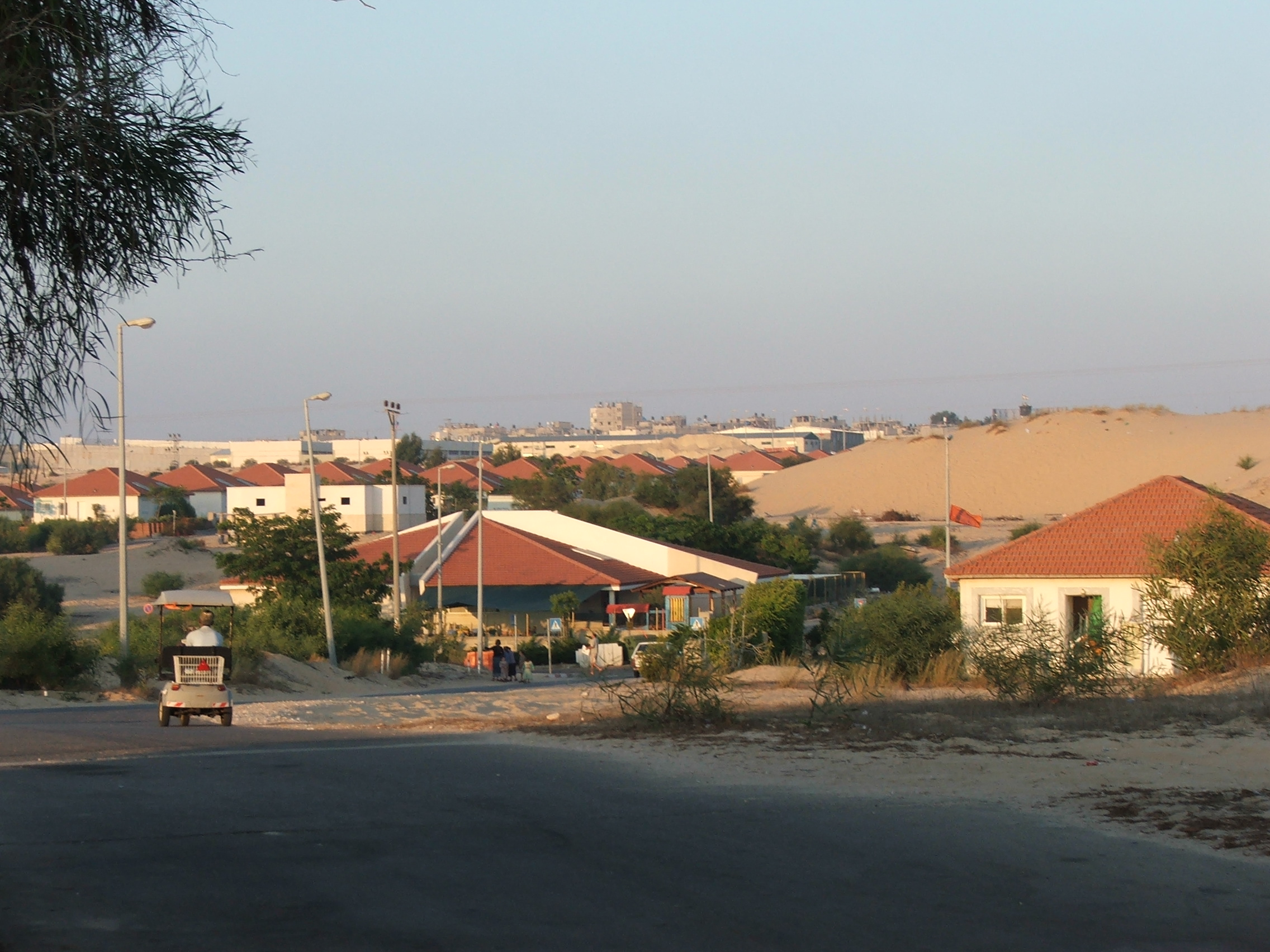
Villas de la colonie de Neveh Dekalim, en juillet 2005.

Le plan concerne les 21 colonies israéliennes de la bande de Gaza (Atzmona, Bedolah, Dugit, Elei Sinai, Gad Or, Gadid, Ganei Tal, Katif, Kerem Atzmona, Kfar Darom, Kfar Yam, Morag, Netzarim, Netzer Hazani, Neveh Dekalim, Nisanit, Pe'at Sade, Rafa Yam, Shirat Hayam, Slav, Tel Katifa) habitées par des civils israéliens, et 4 colonies situées en Cisjordanie (Ganim, Homesh, Kadim, Sa Nur) ; ces zones étaient également occupées par des installations militaires de Tsahal, l'armée israélienne.
Les habitants des colonies juives de Gaza avaient, selon le plan, jusqu'au 16 août 2005 révolu pour évacuer leurs logements. Après cette date, les colons restants ont été évacuées par l'armée israélienne.
Le plan de désengagement adopté le 6 juin 2004 par le gouvernement israélien prévoit que :
- l'armée israélienne conserve la surveillance de la frontière entre l'Égypte et Gaza et détruira les habitations autour de cette frontière afin d'établir une zone tampon (article 6).
- Israël continue de contrôler les frontières autour de la bande de Gaza, les côtes, l'espace aérien et se réserve le droit de mener des opérations militaires à l'intérieur de ce territoire (article 3.1).
- Gaza reste dépendante de la fourniture d'eau par Israël, des moyens de communication, de la fourniture d'électricité et du réseau d'évacuation des eaux (article 8).
- Les échanges commerciaux d'importation déjà existants ne sont pas taxés, les exportations le sont. Israël collecte une taxe sur les produits étrangers qui sont importés à Gaza. Par ailleurs le shekel reste usité (article 10).

Un accord avec l'Égypte s'est ajouté à la réalisation de ce plan, prévoyant le déploiement des soldats égyptiens le long de la frontière pour empêcher les incursions palestiniennes et les trafics d'armes.

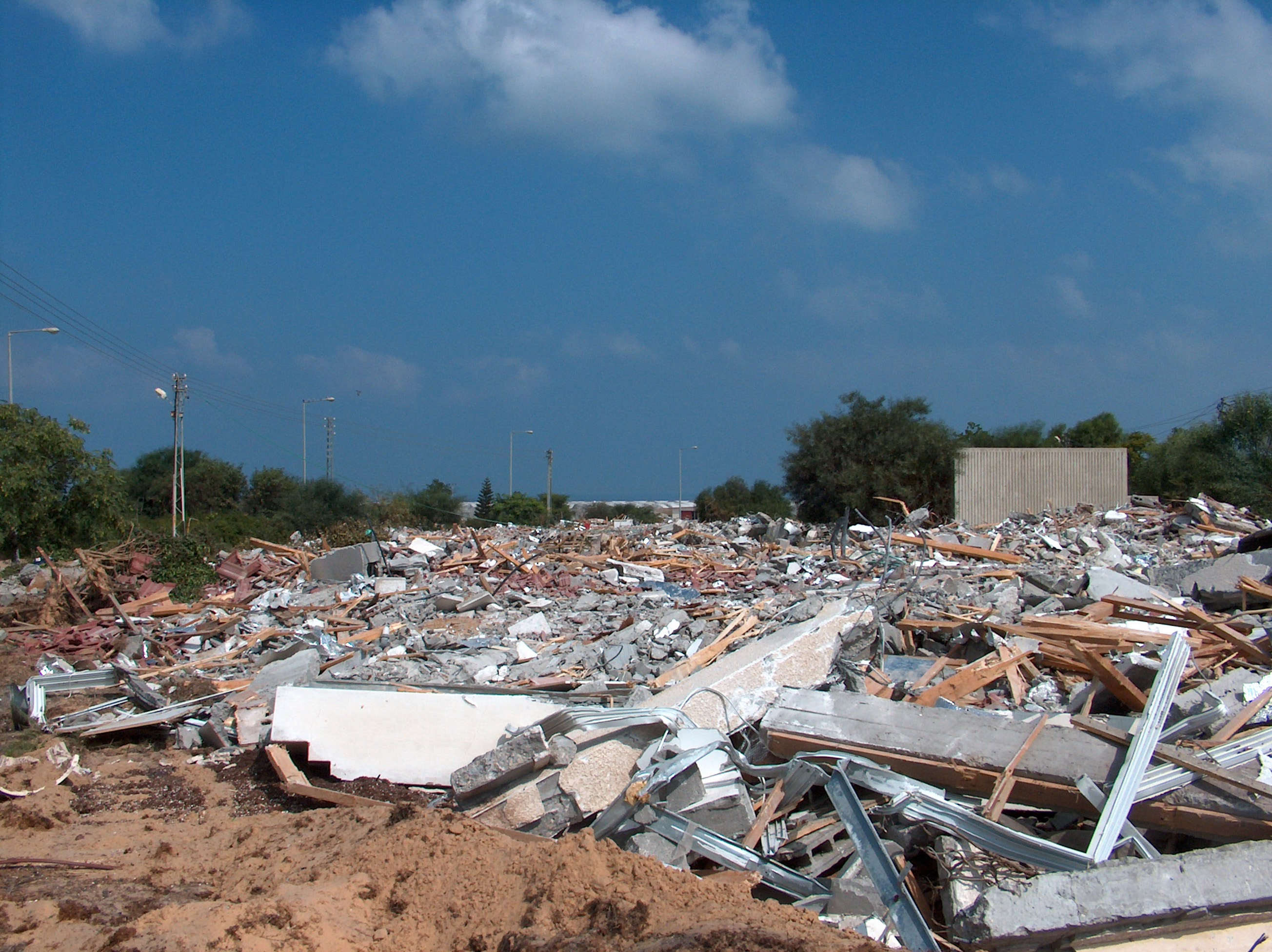
Gravats après la destruction des habitations de la colonie de Katif par l'armée israélienne, août 2005.

Le retrait des colons et des troupes israéliennes s'accompagne de la démolition des habitations des colonies avant leur transfert aux Palestiniens.

## Chronologie de son application
Ariel Sharon a initialement présenté son plan en 2004 à la conférence d'Herzliya, sponsorisée par l'Institut politique et stratégique. Afin de renforcer son plan avant un vote du gouvernement et à la demande du Likoud, le principal parti de droite, un référendum est organisé à l'intérieur du Likoud le 2 mai 2004. Il aboutit à un rejet du plan de désengagement à 65 % des votants. Au vu de ce résultat, le Premier ministre demande à son ministre de la Défense Shaul Mofaz d'amender le plan afin qu'il soit acceptable par les membres du parti.
- Le 6 juin 2004, le gouvernement approuve le plan d'expulsion amendé, mais avec une réserve pour que la destruction de chaque ville soit votée séparément.
- Le 14 septembre 2004, le gouvernement israélien approuve l'idée d'indemniser les habitants qui doivent quitter leurs villes.
- Le 26 octobre 2004, le parlement israélien vote une approbation préliminaire au plan par 67 voix pour, 45 contre et 7 abstentions. Benyamin Netanyahou et d'autres personnalités exhortent le Premier ministre à organiser un référendum national dans les plus brefs délais.
- Le 16 février 2005, le parlement approuve définitivement le plan avec 59 voix pour, 40 contre et 5 abstentions.
- Le 17 mars 2005, un ordre de l'armée est donné pour interdire toutes nouvelles installations à l'intérieur de la bande de Gaza.
- Le 25 mars 2005, le parlement rejette une proposition pour reporter la destruction des villes, par 72 voix contre et 39 pour.
- Le 8 avril 2005, le ministre de la Défense Shaul Mofaz affirme que les logements ne seront pas détruits à l'exception des synagogues qui pourraient être profanées. Cette affirmation est éloignée du contenu initial du plan qui prévoyait de détruire toutes les habitations.
- Le 9 mai 2005, le début de l'expulsion des villes est officiellement prévu pour la période du 20 juillet au 15 août, afin de ne pas se superposer avec les vacances et la fête de Tisha Beav.
- Le 9 juin 2005, un sondage réalisé par une chaîne de télévision montre que ce plan n'est soutenu que par la moitié de la population.
- Le 7 août 2005, Benyamin Netanyahou remet sa démission afin de dénoncer un plan qu'il juge « aveugle dans le temps »[8].
- Le 10 août 2005, à l'appel de chefs religieux juifs, environ 2 500 personnes, selon les organisateurs, se réunissent devant le Mur des Lamentations.
- Le 11 août 2005, 3 000 personnes, selon les organisateurs, se réunissent à Tel Aviv-Jaffa sur la place Yitzhak Rabin pour protester contre le plan de désengagement.
- Le 14 août 2005, 70 % des colons sont déjà évacués[1].
- Le 15 août à minuit, la frontière de la bande de Gaza est officiellement fermée marquant les 48 heures données aux derniers habitants pour évacuer volontairement les villes.
- Le 17 août 2005, l'armée israélienne procède à l'évacuation forcée des derniers colons les plus hostiles[1].
- Le 23 août 2005, l'évacuation des colons juifs des villes de la bande de Gaza et du nord de la Cisjordanie est officiellement terminée.
- Le 31 août 2005, la Knesset vote le retrait de la route Philadelphie marquant la frontière entre l'Égypte et la bande de Gaza, contrairement à ce qui avait été prévu lors de l'élaboration du plan d'expulsion.
- Le 11 septembre 2005, le cabinet décide le retrait final des militaires. Une cérémonie se tient à Kissoufim pour le retrait du drapeau israélien.
- Le 12 septembre 2005, le désengagement total de Gaza est terminé, mettant fin à 38 ans d'occupation[1].
- Le 25 novembre 2005, la frontière entre la bande de Gaza et l'Égypte est ouverte et les Palestiniens peuvent y circuler librement à travers le point de passage de Rafah[réf. nécessaire].

## Les conséquences

### Accentuation de la colonisation en Cisjordanie
Dans les territoires occupés de Cisjordanie, l'emprise israélienne s'accentue et la colonisation se poursuit. Si 7.500 colons quittent la bande de Gaza, dans le même temps, 12.000 viennent s'implanter en Cisjordanie.

### Construction du mur de séparation
La construction du mur de séparation est la principale manifestation du plan de désengagement. Ce mur est construit par Israël sur les territoires palestiniens, et non sur la ligne verte, et y pénètre très profondément pour englober le plus de colonies possibles. Il inclut également Jérusalem-Est, désormais coupé du reste des territoires palestiniens.

### Poursuite d'une occupation partielle de la bande de Gaza par Israël
Israël a retiré ses troupes au sol mais ne laisse aux autorités palestiniennes ni le contrôle de leurs frontières, ni de leurs eaux territoriales, ni de leur espace aérien. C'est la raison pour laquelle le désengagement n'est pas considéré comme total par les observateurs étrangers.

### Abrogation de la loi de désengagement en 2025
En mai 2025, le gouvernement de Benyamin Netanyahou abroge formellement la loi de 2005, annonce la réouverture de deux des colonies qui avaient été évacuées, Homesh et Sa-Nur, situées en Cisjordanie occupée, ainsi que la création de 20 nouvelles colonies.